# Ara
Project Ara是Google先進科技與計畫部門的一項專案，目的是希望透過開源硬件開發一款可高度模組化的智慧型手機。該專案允許消費者自由選擇與替換甚至移除任何的零組件，包括處理器、螢幕、鍵盤、電池及其他等等手機常見的零組件，這使得消費者可以輕鬆替換掉單一的一個故障致或過時的零組件，從而減少電子垃圾，並且延長手機的產品生命週期。
Project Ara原先由Motorola旗下的先進科技與計畫部門負責。雖然Google將Motorola出售給聯想集團，但該部門仍屬於Google旗下，是Google專案之一。
2016年9月1日路透社根據Google內部人士消息報導，Google已停止Project Ara開發計畫；該消息在同月2日被Google發言人向科技新聞網站VentureBeat證實。

## 框架與模組
Google計畫透過Google Play來販賣模組，另外保持第三方模組的支援，但是所有的第三方模組都需要通過Google的認證。Ara的原形機種有3種框架尺寸可供選擇：迷你、標準與平板電腦，各模組可相容於不同的主板之間，且並不限制特定模組的安裝上限。
Ara透過安裝各種模組可以提供一般智慧型手機的各式功能，也可透過安裝專業級模組提供更專業化的功能，包含但不限於遊戲控制器、投影設備等。同時Ara支援模組的熱插拔，若安裝一個以上的電池模組，即可在可維持一定續航力的前提下進行熱插拔。模組使用電永磁固定於框架上。
| 框架 | 尺寸          | 後部模塊插槽 |
| ---- | ------------- | ------------ |
| 迷你 | 45×118×9.7 mm | 2×5          |
| 標準 | 68×141×9.7 mm | 3×6          |
| 大   | 91×164×9.7 mm | 4×7          |

### 前部模塊
前部模塊分為揚聲器及屏幕，各框架模塊並不兼容。

### 後部模塊
目前已知後部模塊有3種尺寸，分別為1x1、1x2、2x2，其中1x2模塊可以橫插和直插
- 迷你框架可插兩個1x1，四個1x2
- 標準框架可插兩個1x1，四個1x2，兩個2x2

## 外部連結
- Project Ara官網
- Ara的X（前Twitter）